# Independent Spirit Awards 1998
La cerimonia di premiazione della 13ª edizione degli Independent Spirit Awards si è svolta il 21 marzo 1998 sulla spiaggia di Santa Monica, California ed è stata presentata da John Turturro. Jodie Foster e Samuel L. Jackson sono stati i presidenti onorari. Spike Lee ha pronunciato il keynote address.

## Vincitori e candidati
I vincitori sono indicati in grassetto, a seguire gli altri candidati.

### Miglior film
- L'apostolo (The Apostle), regia di Robert Duvall
- In cerca di Amy (Chasing Amy), regia di Kevin Smith
- Prove d'accusa (Loved), regia di Erin Dignam
- L'oro di Ulisse (Ulee's Gold), regia di Victor Nuñez
- Sognando Broadway (Waiting for Guffman), regia di Christopher Guest

### Miglior attore protagonista
- Robert Duvall - L'apostolo (The Apostle)
- John Turturro - Box of Moonlight
- Philip Baker Hall - Sydney
- Peter Fonda - L'oro di Ulisse (Ulee's Gold)
- Christopher Guest - Sognando Broadway (Waiting for Guffman)

### Miglior attrice protagonista
- Julie Christie - Afterglow
- Alison Folland - All Over Me (All Over Me)
- Stacy Edwards - Nella società degli uomini (In the Company of Men)
- Robin Wright Penn - Prove d'accusa (Loved)
- Lisa Harrow - Sunday

### Miglior regista
- Robert Duvall - L'apostolo (The Apostle)
- Wim Wenders - Crimini invisibili (The End of Violence)
- Larry Fessenden - Habit
- Paul Schrader - Touch
- Victor Nuñez - L'oro di Ulisse (Ulee's Gold)

### Miglior fotografia
- Declan Quinn - Kamasutra (Kama Sutra: A Tale of Love)
- Alex Vendler - The Bible and Gun Club
- Frank G. DeMarco - Habit
- Michael F. Barrow e John Foster - Sunday
- Robert Elswit - Sydney

### Miglior sceneggiatura
- Kevin Smith - In cerca di Amy (Chasing Amy)
- Robert Duvall - L'apostolo (The Apostle)
- Paul Schrader - Touch
- Victor Nuñez - L'oro di Ulisse (Ulee's Gold)
- Christopher Guest e Eugene Levy - Sognando Broadway (Waiting for Guffman)

### Miglior attore non protagonista
- Jason Lee - In cerca di Amy (Chasing Amy)
- Roy Scheider - I segreti del cuore (The Myth of Fingerprints)
- Efrain Figueroa - Star Maps
- Ajay Naidu - SubUrbia
- Samuel L. Jackson - Sydney

### Miglior attrice non protagonista
- Debbi Morgan - La baia di Eva (Eve's Bayou)
- Farrah Fawcett - L'apostolo (The Apostle)
- Miranda Richardson - L'apostolo (The Apostle)
- Amy Madigan - Prove d'accusa (Loved)
- Patricia Richardson - L'oro di Ulisse (Ulee's Gold)

### Miglior film d'esordio
- La baia di Eva (Eve's Bayou), regia di Kasi Lemmons
- The Bible and Gun Club, regia di Daniel J. Harris
- Nella società degli uomini (In the Company of Men), regia di Neil LaBute
- Star Maps, regia di Miguel Arteta
- Sydney, regia di Paul Thomas Anderson

### Miglior sceneggiatura d'esordio
- Neil LaBute - Nella società degli uomini (In the Company of Men)
- Daniel J. Harris - The Bible and Gun Club
- Steven Schwartz - Se mi amate... (Critical Care)
- Miguel Arteta - Star Maps
- Paul Thomas Anderson - Sydney

### Miglior performance di debutto
- Aaron Eckhart - Nella società degli uomini (In the Company of Men)
- Darling Narita - Bang
- Tyrone Burton, Eddie Cutanda e Phuong Duong - Squeeze
- Lysa Flores - Star Maps
- Douglas Spain - Star Maps

### Miglior film straniero
- Il dolce domani (The Sweet Hereafter), regia di Atom Egoyan
- Boca a boca, regia di Manuel Gómez Pereira
- Happy Together (Chun gwong cha sit), regia di Wong Kar-wai
- Nénette e Boni (Nénette et Boni), regia di Claire Denis
- Underground, regia di Emir Kusturica

### Truer Than Fiction Award
- Errol Morris - Fast, Cheap & Out of Control ex aequo Danielle Gardnder - Soul in the Hole
- Michèle Ohayon - Colors Straight Up

### Producers Award
- Scott Macauley e Robin O'Hara - Gummo e First Love, Last Rites
- Margot Bridger
- Lisa Onodera
- Richard Raddon
- Susan A. Stover

### Someone to Watch Award
- Scott Saunders - The Headhunter's Sister
- Tim Blake Nelson - Eye of God
- Erin Dignam - Prove d'accusa (Loved)